# 丘德西克
47°9′41″N 30°35′45″E / 47.16139°N 30.59583°E
丘德斯凱（烏克蘭語：Чудське）是位於烏克蘭西南部的村莊，由敖德萨州贝雷济夫卡区的羅茲克維特市鎮負責管轄。該村始建於1920年，面積0.77平方公里，海拔高度128米，2001年人口318，人口密度每平方公里413.52人。